# 维塔利娜·巴察拉什金娜
维塔利娜·伊戈列芙娜·巴察拉什金娜（俄語：Виталина Игоревна Бацарашкина，1996年10月1日—）生于鄂木斯克，是一名俄罗斯女子射击运动员，专项是手枪。

## 生平
巴察拉什金娜在童年时期曾和祖父一起狩猎及钓鱼，她也正是受祖父的影响而开始练习射击。她是在12岁的时候开始师从前射击选手Natalia Kudrina接受正式的射击训练，接受正式训练仅6年便入选奥运阵容，并在女子10米空气手枪项目上收获银牌。7月25日，她在东京奥运会射击女子10米气手枪决赛中获得冠军。